# Hằng số vật lý
Trong khoa học tự nhiên, một hằng số vật lý là một đại lượng vật lý có giá trị không thay đổi theo thời gian.
Nó đối lập với hằng số toán học, là các giá trị cố định không liên quan trực tiếp đến các đo đạc vật lý.
Một số nhà vật lý, như Paul Dirac năm 1937, cho rằng các hằng số vật lý thực ra sẽ giảm dần giá trị theo thời gian (tỷ lệ với tuổi của vũ trụ). Tuy nhiên các thí nghiệm vật lý đã không khẳng định được điều này, mà chỉ đưa ra một số giới hạn trên cho biến đổi của các hằng số (ví dụ hằng số cấu trúc tinh tế không thể giảm quá 10−5 trong một năm, hằng số hấp dẫn không thể giảm quá 10−11 trong một năm).
Các hằng số không phụ thuộc hệ đo lường thường không có thứ nguyên và được coi là các hằng số vật lý cơ bản.
Một số người tin là nếu các hằng số vật lý chỉ sai khác đi một chút so với giá trị hiện nay, vũ trụ của chúng ta sẽ trở nên rất khác đến mức các sinh vật có trí tuệ như chúng ta không có điều kiện xuất hiện. Như vậy vũ trụ hiện nay có vẻ như được tinh chỉnh rất kỹ lưỡng để dành cho sự sống thông minh, theo nguyên lý vị nhân.
Bảng dưới liệt kê các hằng số đã biết đến nay.

## Các hằng số vật lý
| Các hằng số chung                                                | Các hằng số chung                                                | Các hằng số chung                                                                                       | Các hằng số chung                                | Các hằng số chung | Các hằng số chung |
| Đại lượng                                                        | Đại lượng                                                        | Biểu thức                                                                                               | Giá trị1 (hệ SI)                                 | Sai số tương đối  | Tham khảo         |
| ---------------------------------------------------------------- | ---------------------------------------------------------------- | --- | ------------------------------------------------ | ----------------- | ----------------- |
| Trở kháng đặc trưng của chân không                               | Trở kháng đặc trưng của chân không                               | {\displaystyle Z_{0}=\mu _{0}c\,}                                                                       | 376.730 313 461... Ω                             | xác định          | a                 |
| Độ điện thẩm chân không                                          | Độ điện thẩm chân không                                          | {\displaystyle \epsilon _{0}=1/(\mu _{0}c^{2})\,}                                                       | 8.854 187 817... × 10−12F·m−1                    | xác định          | a                 |
| Độ từ thẩm chân không                                            | Độ từ thẩm chân không                                            | {\displaystyle \mu _{0}\,}                                                                              | 4π × 10−7 N·A−2 = 1.2566 370 614... × 10−6 N·A−2 | xác định          | a                 |
| Hằng số hấp dẫn Newton                                           | Hằng số hấp dẫn Newton                                           | {\displaystyle G\,}                                                                                     | 6.6742(10) × 10−11m³·kg−1·s−2                    | 1.5 × 10−4        | a                 |
| Hằng số Planck                                                   | Hằng số Planck                                                   | {\displaystyle h\,}                                                                                     | 6.626 707 15(11) × 10−34 J·s                     | 1.7 × 10−7        | a                 |
| Hằng số Dirac                                                    | Hằng số Dirac                                                    | {\displaystyle \hbar =h/(2\pi )}                                                                        | 1.054 571 68(18) × 10−34 J·s                     | 1.7 × 10−7        | a                 |
| Độ dài Planck                                                    | Độ dài Planck                                                    | {\displaystyle l_{P}=(\hbar G/c^{3})^{\frac {1}{2}}\,}                                                  | 1.616 24(12) × 10−35 m                           | 7.5 × 10−5        | a                 |
| Khối lượng Planck                                                | Khối lượng Planck                                                | {\displaystyle m_{P}=(\hbar c/G)^{\frac {1}{2}}\,}                                                      | 2.176 45(16) × 10−8 kg                           | 7.5 × 10−5        | a                 |
| Nhiệt độ Planck                                                  | Nhiệt độ Planck                                                  | {\displaystyle T_{P}=(\hbar c^{5}/G)^{\frac {1}{2}}/k}                                                  | 1.416 79(11) × 1032 K                            | 7.5 × 10−5        | a                 |
| Thời gian Planck                                                 | Thời gian Planck                                                 | {\displaystyle t_{P}=(\hbar G/c^{5})^{\frac {1}{2}}}                                                    | 5.391 21(40) × 10−44 s                           | 7.5 × 10−5        | a                 |
| Vận tốc ánh sáng trong chân không                                | Vận tốc ánh sáng trong chân không                                | {\displaystyle c\,}                                                                                     | 299 792 458 m·s−1                                | xác định          | a                 |
|                                                                  |                                                                  | |                                                  |                   |                   |
| Hằng số điện từ                                                  |                                                                  | |                                                  |                   |                   |
| Tên hằng số                                                      | Tên hằng số                                                      | Biểu thức                                                                                               | Giá trị1 (hệ SI)                                 | Sai số tương đối  | Tham khảo         |
| Bohr magneton                                                    | Bohr magneton                                                    | {\displaystyle \mu _{B}=e\hbar /2m_{e}}                                                                 | 927.400 949(80) × 10−26 J·T−1                    | 8.6 × 10−8        | a                 |
| Lượng tử độ dẫn điện                                             | Lượng tử độ dẫn điện                                             | {\displaystyle G_{0}=2e^{2}/h\,}                                                                        | 7.748 091 733(26) × 10−5 S                       | 3.3 × 10−9        | a                 |
| Điện tích nguyên tố (điện tích điện tử)                          | Điện tích nguyên tố (điện tích điện tử)                          | {\displaystyle e\,\!}                                                                                   | 1.602 176 53(14) × 10−19 C                       | 8.5 × 10−8        | a                 |
| Hằng số Josephson                                                | Hằng số Josephson                                                | {\displaystyle K_{J}=2e/h\,}                                                                            | 483 597.879(41) × 109 Hz· V−1                    | 8.5 × 10−8        | a                 |
| Lượng tử từ thông                                                | Lượng tử từ thông                                                | {\displaystyle \phi _{0}=h/2e\,}                                                                        | 2.067 833 72(18) × 10−15 Wb                      | 8.5 × 10−8        | a                 |
| Magneton hạt nhân                                                | Magneton hạt nhân                                                | {\displaystyle \mu _{N}=e\hbar /2m_{p}}                                                                 | 5.050 783 43(43) × 10−27 J·T−1                   | 8.6 × 10−8        | a                 |
| Lượng tử trở kháng điện                                          | Lượng tử trở kháng điện                                          | {\displaystyle R_{0}=h/2e^{2}\,}                                                                        | 12 906.403 725(43) Ω                             | 3.3 × 10−9        | a                 |
| Hằng số von Klitzing                                             | Hằng số von Klitzing                                             | {\displaystyle R_{K}=h/e^{2}\,}                                                                         | 25 812.807 449(86) Ω                             | 3.3 × 10−9        | a                 |
| Hằng số nguyên tử và hạt nhân                                    |                                                                  | |                                                  |                   |                   |
| Đại lượng                                                        | Đại lượng                                                        | Biểu thức                                                                                               | Giá trị1 (hệ SI)                                 | Sai số tương đối  | Tham khảo         |
| Hạt alpha                                                        | Khối lượng2                                                      | {\displaystyle m_{\alpha }\,}                                                                           | 6.644 6565(11) × 10−27 kg                        | 1.7 × 10−7        | a                 |
| Bán kính Bohr                                                    | Bán kính Bohr                                                    | {\displaystyle a_{0}=\alpha /4\pi R_{\infty }\,}                                                        | 0.529 177 2108(18) × 10−10 m                     | 3.3 × 10−9        | a                 |
| Deuteron                                                         | Mô men từ                                                        | {\displaystyle \mu _{d}\,}                                                                              | 0.433 073 482(38) × 10−26 J · T−1                | 8.7 × 10−8        | a                 |
| Deuteron                                                         | Khối lượng2                                                      | {\displaystyle m_{d}\,}                                                                                 | 3.343 583 35(57) × 10−27 kg                      | 1.7 × 10−7        | a                 |
| Deuteron                                                         | Bán kính điện tích rms                                           | {\displaystyle R_{d}\,}                                                                                 | 2.1394 × 10−15 m                                 | 1.3 × 10−3        | a                 |
| Điện tử                                                          | Bán kính cổ điển                                                 | {\displaystyle r_{e}=\alpha ^{2}a_{0}\,}                                                                | 2.817 940 325(28) × 10−15 m                      | 1.0 × 10−8        | a                 |
| Điện tử                                                          | Bước sóng Compton                                                | {\displaystyle \lambda _{C}=h/m_{e}c\,}                                                                 | 2.426 310 238(16) × 10−12 m                      | 6.7 × 10−9        | a                 |
| Điện tử                                                          | Hằng số Landérg                                                  | {\displaystyle g_{e}=2\mu _{e}/\mu _{B}\,}                                                              | -2.002 319 304 3718(75)                          | 3.8 × 10−12       | a                 |
| Điện tử                                                          | Hằng số hồi chuyển từ                                            | {\displaystyle \gamma _{e}=2\|\mu _{e}\|/\hbar }                                                        | 1.760 859 74(15) × 1011 s−1 T−1                  | 8.6 × 10−8        | a                 |
| Điện tử                                                          | Mô men từ                                                        | {\displaystyle \mu _{e}\,}                                                                              | -928.476 412(80) × 10−26 J·T−1                   | 8.6 × 10−8        | a                 |
| Điện tử                                                          | Khối lượng2                                                      | {\displaystyle m_{e}\,}                                                                                 | 9.109 3826(16) × 10−31 kg                        | 1.7 × 10−7        | a                 |
| Hằng số kết cặp Fermi                                            | Hằng số kết cặp Fermi                                            | {\displaystyle G_{F}/(\hbar c)^{3}}                                                                     | 1.166 39(1) × 10−5 GeV−2                         | 8.6 × 10−6        | a                 |
| Hằng số cấu trúc tinh tế                                         | Hằng số cấu trúc tinh tế                                         | {\displaystyle \alpha =\mu _{0}e^{2}c/(2h)\,}                                                           | 7.297 352 568(24) × 10−3                         | 3.3 × 10−9        | a                 |
| Hằng số cấu trúc tinh tế                                         | Hằng số cấu trúc tinh tế                                         | {\displaystyle \alpha ^{-1}\,}                                                                          | 137.035 999 11(46)                               | 3.3 × 10−9        | a                 |
| Năng lượng Hartree                                               | Năng lượng Hartree                                               | {\displaystyle E_{h}=2R_{\infty }hc\,}                                                                  | 4.359 744 17(75) × 10−18 J                       | 1.7 × 10−7        | a                 |
| Helion                                                           | Khối lượng2                                                      | {\displaystyle m_{h}\,}                                                                                 | 5.006 412 14(86) × 10−27 kg                      | 1.7 × 10−7        | a                 |
| Helion                                                           | Hằng số hồi chuyển từ chắn                                       | {\displaystyle \gamma _{h}^{'}(\,^{3}{\mbox{He}})=2\|\mu _{h}^{'}(\,^{3}{\mbox{He}})\|/\hbar }          | 2.037 894 70(18) × 108 s−1 T−1                   | 8.7 × 10−8        | a                 |
| Helion                                                           | Mô men từ chắn                                                   | {\displaystyle \mu _{h}^{'}(\,^{3}{\mbox{He}})}                                                         | -1.074 553 024(93) × 10−26 J · T−1               | 8.7 × 10−8        | a                 |
| Muon                                                             | Bước sóng Compton                                                | {\displaystyle \lambda _{C,\mu }=h/m_{\mu }c\,}                                                         | 11.734 441 05(30) × 10−15 m                      | 2.5 × 10−8        | a                 |
| Muon                                                             | Hằng số Landé g                                                  | {\displaystyle g_{\mu }\,}                                                                              | -2.002 331 8396(12)                              | 6.2 × 10−10       | a                 |
| Muon                                                             | Mô men từ                                                        | {\displaystyle \mu _{\mu }\,}                                                                           | -4.490 447 99(40) × 10−26 J · T−1                | 8.9 × 10−8        | a                 |
| Muon                                                             | Dị thường mô men từ                                              | {\displaystyle a_{\mu }=\|\mu _{\mu }\|/(e\hbar /2m_{\mu })-1}                                          | 1.165 919 81(62) × 10−3                          | 5.3 × 10−7        | a                 |
| Muon                                                             | Khối lượng2                                                      | {\displaystyle m_{\mu }\,}                                                                              | 1.883 531 40(33) × 10−28 kg                      | 1.7 × 10−7        | a                 |
| Neutron                                                          | Bước sóng Compton                                                | {\displaystyle \lambda _{C,n}=h/m_{n}c\,}                                                               | 1.319 590 9067(88) × 10−15 m                     | 6.7 × 10−9        | a                 |
| Neutron                                                          | Hằng số Landé g                                                  | {\displaystyle g_{n}=2\mu _{n}/\mu _{N}\,}                                                              | -3.826 085 46(90)                                | 2.4 × 10−7        | a                 |
| Neutron                                                          | Hằng số hồi chuyển từ                                            | {\displaystyle \gamma _{n}=2\|\mu _{n}\|/\hbar }                                                        | 1.832 471 83(46) × 108 s−1 T−1                   | 2.5 × 10−7        | a                 |
| Neutron                                                          | Mô men từ                                                        | {\displaystyle \mu _{n}\,}                                                                              | -0.966 236 45(24) × 10−26 J · T−1                | 2.5 × 10−7        | a                 |
| Neutron                                                          | Khối lượng2                                                      | {\displaystyle m_{n}\,}                                                                                 | 1.674 927 28(29) × 10−27 kg                      | 1.7 × 10−7        | a                 |
| Proton                                                           | Bước sóng Compton                                                | {\displaystyle \lambda _{C,p}=h/m_{p}c\,}                                                               | 1.321 409 8555(88) × 10−15 m                     | 6.7 × 10−9        | a                 |
| Proton                                                           | Hằng số Landé g                                                  | {\displaystyle g_{p}=2\mu _{p}/\mu _{N}\,}                                                              | 5.585 694 701(56)                                | 1.0 × 10−8        | a                 |
| Proton                                                           | Tỷ số từ hồi chuyển                                              | {\displaystyle \gamma _{p}=2\mu _{P}/\hbar }                                                            | 2.675 222 05(23) × 108 s−1·T−1                   | 8.6 × 10−8        | a                 |
| Proton                                                           | Mô men từ                                                        | {\displaystyle \mu _{p}\,}                                                                              | 1.410 606 71(12) × 10−26 J·T−1                   | 8.7 × 10−8        | a                 |
| Proton                                                           | Khối lượng2                                                      | {\displaystyle m_{p}\,}                                                                                 | 1.672 621 71(29) × 10−27 kg                      | 1.7 × 10−7        | a                 |
| Proton                                                           | Tỷ số hổi chuyển từ chắn                                         | {\displaystyle \gamma _{p}^{'}=2\mu _{p}^{'}/\hbar }                                                    | 2.675 153 33(23) × 108 s−1 T−1                   | 8.6 × 10−8        | a                 |
| Proton                                                           | Mô men từ chắn                                                   | {\displaystyle \mu _{p}^{'}}                                                                            | 1.410 570 47(12) × 10−26 J · T−1                 | 8.7 × 10−8        | a                 |
| Quantum of circulation                                           | Quantum of circulation                                           | {\displaystyle h/2m_{e}\,}                                                                              | 3.636 947 550(24) × 10−4 m² s−1                  | 6.7 × 10−9        | a                 |
| Hằng số Rydberg                                                  | Hằng số Rydberg                                                  | {\displaystyle R_{\infty }=\alpha ^{2}m_{e}c/2h\,}                                                      | 10 973 731.568 525(73) m−1                       | 6.6 × 10−12       | a                 |
| Tauon                                                            | Bước sóng Compton                                                | {\displaystyle \lambda _{C,\tau }=h/m_{\tau }c\,}                                                       | 0.697 72(11) × 10−15 m                           | 1.6 × 10−4        | a                 |
| Tauon                                                            | Khối lượng2                                                      | {\displaystyle m_{\tau }\,}                                                                             | 3.167 77(52) × 10−27 kg                          | 1.6 × 10−4        | a                 |
| Thiết diện Thomson                                               | Thiết diện Thomson                                               | {\displaystyle (8\pi /3)r_{e}^{2}}                                                                      | 0.665 245 873(13) × 10−28 m²                     | 2.0 × 10−8        | a                 |
| Góc Weinberg                                                     | Góc Weinberg                                                     | {\displaystyle \sin ^{2}\theta _{W}=1-(m_{W}/m_{Z})^{2}\,}                                              | 0.222 15(76)                                     | 3.4 × 10−3        | a                 |
| Các hằng số lý-hóa                                               |                                                                  | |                                                  |                   |                   |
| Đại lượng                                                        | Đại lượng                                                        | Biểu thức                                                                                               | Giá trị1 (hệ SI)                                 | Sai số tương đối  | Tham khảo         |
| Hằng số nguyên tử lượng (đơn vị khối lượng nguyên tử thống nhất) | Hằng số nguyên tử lượng (đơn vị khối lượng nguyên tử thống nhất) | {\displaystyle m_{u}=1u\,}                                                                              | 1.660 538 86(28) × 10−27 kg                      | 1.7 × 10−7        | a                 |
| Hằng số Avogadro                                                 | Hằng số Avogadro                                                 | {\displaystyle N_{A},L\,}                                                                               | 6.022 1415(10) × 1023                            | 1.7 × 10−7        | a                 |
| Hằng số Boltzmann                                                | Hằng số Boltzmann                                                | {\displaystyle k=R/N_{A}\,}                                                                             | 1.380 6505(24) × 10−23 J·K−1                     | 1.8 × 10−6        | a                 |
| Hằng số Faraday                                                  | Hằng số Faraday                                                  | {\displaystyle F=N_{A}e\,}                                                                              | 96 485.3383(83)C·mol−1                           | 8.6 × 10−8        | a                 |
| Hằng số bức xạ bậc một                                           |                                                                  | {\displaystyle c_{1}=2\pi hc^{2}\,}                                                                     | 3.741 771 38(64) × 10−16 W·m²                    | 1.7 × 10−7        | a                 |
| Hằng số bức xạ bậc một                                           | cho ánh sáng                                                     | {\displaystyle c_{1L}\,}                                                                                | 1.191 042 82(20) × 10−16 W · m² sr−1             | 1.7 × 10−7        | a                 |
| Hằng số Loschmidt                                                | tại {\displaystyle T}=273.15 K và {\displaystyle p}=101.325 kPa  | {\displaystyle n_{0}=N_{A}/V_{m}\,}                                                                     | 2.686 7773(47) × 1025 m−3                        | 1.8 × 10−6        | a                 |
| Hằng số khí                                                      | Hằng số khí                                                      | {\displaystyle R\,}                                                                                     | 8.314 472(15) J·K−1·mol−1                        | 1.7 × 10−6        | a                 |
| Hằng số Planck phân tử                                           | Hằng số Planck phân tử                                           | {\displaystyle N_{A}h\,}                                                                                | 3.990 312 716(27) × 10−10 J · s · mol−1          | 6.7 × 10−9        | a                 |
| Thể tích phân tử của một khí lý tưởng                            | tại {\displaystyle T}=273.15 K và {\displaystyle p}=100 kPa      | {\displaystyle V_{m}=RT/p\,}                                                                            | 22.710 981(40) × 10−3 m³ ·mol−1                  | 1.7 × 10−6        | a                 |
| Thể tích phân tử của một khí lý tưởng                            | tại {\displaystyle T}=273.15 K và {\displaystyle p}=101.325 kPa  | {\displaystyle V_{m}=RT/p\,}                                                                            | 22.413 996(39) × 10−3 m³ ·mol−1                  | 1.7 × 10−6        | a                 |
| Hằng số Sackur-Tetrode                                           | tại {\displaystyle T}=1 K và {\displaystyle p}=100 kPa           | {\displaystyle S_{0}/R={\frac {5}{2}}} {\displaystyle +\ln \left[(2\pi m_{u}kT/h^{2})^{3/2}kT/p\right]} | -1.151 7047(44)                                  | 3.8 × 10−6        | a                 |
| Hằng số Sackur-Tetrode                                           | tại {\displaystyle T}=1 K và {\displaystyle p}=101.325 kPa       | {\displaystyle S_{0}/R={\frac {5}{2}}} {\displaystyle +\ln \left[(2\pi m_{u}kT/h^{2})^{3/2}kT/p\right]} | -1.164 8677(44)                                  | 3.8 × 10−6        | a                 |
| Hằng số bức xạ bậc hai                                           | Hằng số bức xạ bậc hai                                           | {\displaystyle c_{2}=hc/k\,}                                                                            | 1.438 7752(25) × 10−2 m·K                        | 1.7 × 10−6        | a                 |
| Hằng số Stefan-Boltzmann                                         | Hằng số Stefan-Boltzmann                                         | {\displaystyle \sigma =(\pi ^{2}/60)k^{4}/\hbar ^{3}c^{2}}                                              | 5.670 400(40) × 10−8 W·m−2·K−4                   | 7.0 × 10−6        | a                 |
| Hằng số định luật dịch chuyển Wien                               | Hằng số định luật dịch chuyển Wien                               | {\displaystyle b=(hc/k)/\,} 4.965 114 231...                                                            | 2.897 7685(51) × 10−3 m · K                      | 1.7 × 10−6        | a                 |
| Các giá trị thừa nhận                                            |                                                                  | |                                                  |                   |                   |
| Đại lượng                                                        | Đại lượng                                                        | Biểu thức                                                                                               | Giá trị (hệ SI)                                  | Sai số tương đối  | Tham khảo         |
| Giá trị quy ước của hằng số Josephson3                           | Giá trị quy ước của hằng số Josephson3                           | {\displaystyle K_{J-90}\,}                                                                              | 483 597.9 × 109 Hz · V−1                         | xác định          | a                 |
| Giá trị quy ước của hằng số von Klitzing4                        | Giá trị quy ước của hằng số von Klitzing4                        | {\displaystyle R_{K-90}\,}                                                                              | 25 812.807 Ω                                     | xác định          | a                 |
| Khối lượng phân tử                                               | Hằng số                                                          | {\displaystyle M_{u}=M(\,^{12}{\mbox{C}})/12}                                                           | 1 × 10−3 kg · mol−1                              | xác định          | a                 |
| Khối lượng phân tử                                               | của carbon-12                                                    | {\displaystyle M(\,^{12}{\mbox{C}})=N_{A}m(\,^{12}{\mbox{C}})}                                          | 12 × 10−3 kg · mol−1                             | xác định          | a                 |
| Gia tốc hấp dẫn chuẩn (rơi tự do trên Trái Đất)                  | Gia tốc hấp dẫn chuẩn (rơi tự do trên Trái Đất)                  | {\displaystyle g_{n}\,\!}                                                                               | 9.806 65 m·s−2                                   | xác định          | a                 |
| Áp suất chuẩn                                                    | Áp suất chuẩn                                                    | {\displaystyle atm\,\!}                                                                                 | 101 325 Pa                                       | xác định          | a                 |